# Kalandos társulat
Kalandosok társulata címmel a középkorban Magyarországon jótevő egyesületek alakultak. Nevüket onnan vették, hogy minden hónap első napján (Calendae) lakomára jöttek össze. (Németországban Kalandsbruderschaft volt a nevük.) Céljuk elsősorban az volt, hogy mint temetkező egyesületek gondoskodjanak a tagok és hozzátartozóik tisztességes eltemettetéséről, gyászmisékről, s hogy az átutazás közben meghalt idegenekenek is megadják a végtisztességet.
Szent László törvényei már intézkednek róluk: 10 penzával büntették, aki papja vagy testvérei (tagtársai) engedelme nélkül a lakomáról elmaradt; az apátnak és szerzeteseknek a lakomákon való megjelenését tiltották, meghagyván, hogy az apát a tagok ajándékait a monostorban fogadja. Az esztergomi zsinat Kálmán király idejében már kénytelen volt fellépni a kalandosok lakomáin való részegeskedések ellen, s letétellel fenyegette azt a papot, aki ily alkalmakkor maga is poharazásra bírta a tagokat. Mindamellett sem vesztették el vallásos jellegüket a kalendák. A temetések a kereszt elővitele mellett ájtatosan történtek, s a város papja miséiben évenként négyszer emlékezett meg a társulat halottairól. Voltak tagjai az Alföldön is, ahol a 19. század végén is látszott a nyoma abban, hogy annál nagyobb volt a halott tisztessége, minél több földműves ásta meg a sírját.
A legrégibb ismert kalandosok a confraternitas parochorum, melyet Szepes vármegye 24 plébánosa 1248-ban alakított, s amelyet 1274-ben IV. László is szabadalmakkal látott el. 1298-ban e társulatot 19 község újra alakította Csütörtökhelyen. Négy tag mint rector, custos és provisor állt a társulat élén, évenként újra választva, teljes hatalommal. Rájuk bízták a láda négy kulcsát, s a társaság pecsétjét. E társaságba egyedül jó hírű plébánosokat vettek föl: laikusok csak a közös imádságokban vehettek részt, a lakomákban csupán meghívatva. Ez a társulat még a XVII. században is fennállott, de már 1520-ban négyfelé oszlott. 1301-12 közt a sárosvármegyei Tarczán Pál szepesi prépost alapított ilyen kalandos társaságot.
A nagyszebeni szék fraternitása már 1317-ben fennállt tisztán vallásos célokkal. Inkább katonai jellegű volt Szent György vitézeinek 1326-ban alapított társulata, amely azonban a lovagrendek módjára szervezkedett; nem-katonák is lehettek tagjai, de a tagok száma nem haladhatta meg az ötvenet. 1347-ben már a garamszentbenedeki szerzeteseknek is volt ily fraternitásuk. A „Confraternitas, vulgariter Kalandos” név először 1348. október 28-án fordult elő, amikor Csanád esztergomi érsek megerősítette a liptóvármegyei papoktól alapított kalandos-társulatot. E szerint a tagok évenként két gyűlést tartanak, misét hallgatnak, gyónnak, alamizsnát osztogatnak és negyvennapi búcsuban részesülnek. Egy 1571. évi oklevél szerint világi tagjai is voltak. E társulat volt Magyarországban az első, amely 1583. október 18-án elfogadta a Gergely-féle javított naptárt.
1370-ben alakította Palisnay Pál zágrábi püspök a zágrábi kanonokok, 1372-ben János szebeni plébános a nagyszebeni polgárok kalandos-társulatát; ugyanitt egy másik, Szent-Anna-fraternitas is volt, s ez 1543-ban szűnt meg. A kisdi káptalan kalandos-társulata 1385-1553 közt működött. 1386-ban az egri kanonokok és világiak 50-60 tagú társulatát János egri püspök kezdeményezte; ez utóbbi a város szegényeinek időnként való megvendégelését és felruházását is fölvette céljai közé. 1376-tól a céhek is sokat átvettek a kalandos-társulatok szabályaiból. A Lőcsén 1402-ben alapított kalandos-társulatnak maga Zsigmond király is tagja volt, s ebbe már nők is beléphettek. Mind nagyobbak lettek a titkos és politikai, vagy hatalmi célok valósítására törekedő társulatok, úgyhogy azokat az 1446. VI., s az 1519. XLIV. tc. már nyíltan tiltotta. Különben e politikai társulatok, céljaik takargatására, csak 1520 után kezdték magukat kalandos társulatnak nevezgetni. Legnevezetesebb volt a kecskeméti kalandosok társulata, melyet Báthory, a bukott nádor, Thurzó Elek volt főtárnokmester, s mintegy kétszázan 1526 elején Szapolyai és Werbőczy pártjának szétrobbantására II. Lajos jóváhagyása mellett alapítottak. A társulat maga fizette szegény nemes tagjait. B. Burgio pápai követ maga is figyelmeztette a királyt arra a politikai erkölcstelenségre, melyet a kalandosok pártfogásával elkövet, de hiába. A társulat tagjai 1526. április 24-én fegyveresen jelentek meg az országgyűlésen, másnap elhatározták Werbőczy nádor letételét, s április 27-én a tanácskozások szabadságának megvédésére és csatlakozásra hívták fel az országgyűlési nemességet. 29-én már célt értek: Werbőczy megszökött, a nádor újra Báthory lett s a K. politikája győzött, mire a kalandos urak sem fizették tovább a köznemeseket. E társaságban Ártándy, Tarczay és Pöstyéni vitték a főszerepet.
A 17. század politikai, társadalmi és vallási átalakulásai véget vetettek a legtöbb kalandos-társulatnak; Kolozsváron a Hóstátban azonban félezer év alatt egészben véve még a 20. század derekán is megőrizték régi temetkező-egyesületi jellegüket.

## Külső hivatkozások
- Lakóné Hegyi Éva–Wagner Ernő: A zilahi kalandosok, Erdélyi Múzeum – 63. kötet, 2001. 1-2.füzet